# Балаклавская бухта
Балакла́вская бу́хта (укр. Балаклавська бухта) — одна из бухт, расположенных в пределах административной территории города Севастополя. На берегах бухты расположен древний город Балаклава.

## Особенности бухты
Балаклавская бухта является последствием тектонического разлома, врезана вглубь расщелины скального массива в северном направлении на расстояние до 1500 метров. Ширина 200—400 метров (в самом узком месте — 45 метров), глубина 5—10 метров в верховьях, до 25 метров у пляжа и до 35 метров на горловине. Вход в бухту расположен между мысами Георгия (он же Балаклавский, восточный берег) и мысом Курона (он же Западный, Батарейный). У входа в бухту на восточном берегу находится гора Крепостная (Кастрон) с руинами генуэзской крепости Чембало. Бухта изогнутая, живописная, скрыта горами, незаметна со стороны моря. Извилистый фарватер защищает бухту от сильных штормов.
Особенностью Балаклавской бухты является её полузамкнутость и ограниченная связь с открытой частью Чёрного моря. Конфигурация береговой черты разделяет бухту на две части — южную глубоководную, сообщающуюся с открытой частью моря, и северную мелководную, практически застойную часть, более загрязнённую, куда поступают антропогенные стоки.
Балаклавская бухта — лучшая бухта для яхтинга на черноморском побережье с точки зрения её географических, природных и навигационных особенностей. Она закрыта от ветра и волн со всех направлений. Балаклавская бухта не загружена крупнотоннажными судами, что создает меньше проблем и повышает безопасность навигации.

## Названия и история
Древнегреческое название бухты — Сюмболон-лимен (Симболон, гавань символов). Возможно, именно она упоминалась в «Одиссее» Гомера как Бухта лестригонов — в этом случае этот текст является первым упоминанием Крыма в письменных источниках. В районе прибрежной береговой террасы, вдоль набережной Назукина, скорее всего в античное время находился порт Симболон, а в средние века — порт Ямболи.
До XX века бухта славилась большими уловами кефали и скумбрии. Здесь базировалась 14-я дивизия подводных лодок Черноморского Флота СССР и 5-я Отдельная бригада сторожевых кораблей ПВ КГБ СССР; последняя с распадом СССР переименована в Севастопольский отряд морской охраны Государственной пограничной службы Украины: 2 марта 2014 года корабельно-катерный состав отряда был переведён в Одессу. С 1957 по 1993 годы в Балаклавской бухте располагался один из наиболее секретных объектов черноморского флота («объект № 825 ГТС»), завод и база, построенные в 1957—1961 годах в горе Таврос для ремонта подводных лодок и хранилище торпед с ядерными боевыми частями. Ныне это музейный комплекс «Балаклава».
|                                  |  |              |  |                                                                                              |
| Почтовая открытка начала XX века |  | Вход в бухту |  | Катера морской охраны Государственной пограничной службы Украины и яхты в Балаклавской бухте |

## Экология
Сообщалось, что на дне бухты у мыса Каябаши, ещё с 1941 года захоронено 80 контейнеров с боевыми отравляющими веществами (иприт и люизит). Якобы имеется потенциальная опасность заражения акватории. Но ни МЧС Крыма, ни дайверы из Ялты не подтвердили эти слухи.